# Palazzo Gatto (Neapel)

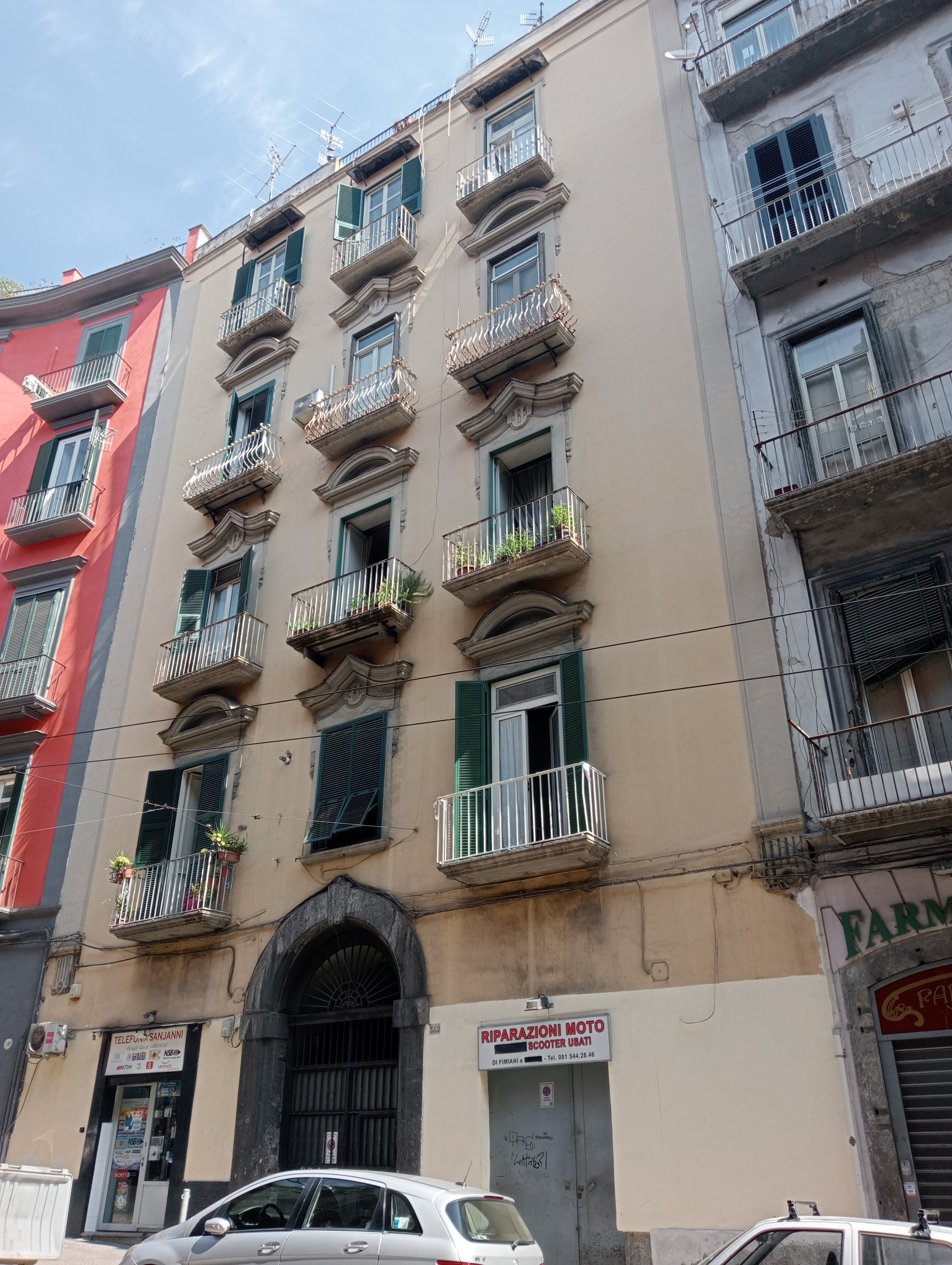
Palazzo Gatto in Neapel: Fassade

Der Palazzo Gatto ist ein Palast aus dem 17. Jahrhundert im Viertel Avvocata in Neapel in der italienischen Region Kampanien. Er liegt in der Via Salvator Rosa, 342.

## Geschichte
Das Gebäude wurde im 17. Jahrhundert errichtet, aber im darauf folgenden Jahrhundert vollständig umgestaltet, vermutlich nach dem Erdbeben von 1732.

## Beschreibung
Der Palast zeigt eine schlanke, vierstöckige Fassade. Das Portal aus Piperno in der Mitte des Erdgeschosses reicht bis unter die Fenster des ersten Obergeschosses. Es hat einfache, leicht geformte Linien und einen gezackten Schlussstein. Die Fenster – drei pro Stockwerk – haben typisch spätbarocke Verzierungen und die Tympana darüber sind abwechselnd halbrund und gezackt gehalten.
An der Rückwand des Innenhofes befindet sich eine schöne, offene Treppe mit drei Bögen pro Stockwerk im für das 18. Jahrhundert typischen Stil.